# Josip Stanišić
Josip Stanišić (Múnich, Alemania, 2 de abril de 2000) es un futbolista croata-alemán que juega como defensa en el Bayern de Múnich de la Bundesliga.

## Trayectoria
Hizo su debut profesional con el Bayern Múnich II en la 3. Liga el 26 de julio de 2019, sustituyendo a Angelo Mayer en el descanso en el partido en casa contra el KFC Uerdingen, que terminó con una victoria por 2-1.
Hizo su debut en la Bundesliga con el Bayern Múnich en un empate 1-1 con el F. C. Union Berlin el 10 de abril de 2021, siendo nombrado en la alineación titular como lateral izquierdo.
El 20 de agosto de 2023 se marchó cedido al Bayer Leverkusen hasta junio de 2024. En esa temporada ganó dos títulos y al regresar a Múnich amplió su contrato hasta 2029.

## Selección nacional
El 8 de octubre de 2021 realizó su debut con la selección de Croacia en un partido de clasificación para el Mundial 2022 ante Chipre que ganaron por cero a tres. Un año después acudió a la cita mundialista, así como en 2024 a la Eurocopa. En este último torneo Croacia no fue capaz de superar la primera fase.

### Participaciones en Copas del Mundo
| Mundial      | Sede  | Resultado     | Partidos | Goles |
| ------------ | ----- | ------------- | -------- | ----- |
| Mundial 2022 | Catar | Tercer puesto | 1        | 0     |

### Participaciones en Eurocopas
| Copa          | Sede     | Resultado    | Partidos | Goles |
| ------------- | -------- | ------------ | -------- | ----- |
| Eurocopa 2024 | Alemania | Primera fase | 2        | 0     |

## Estadísticas

### Clubes
Actualizado al último partido disputado el 5 de julio de 2025.
| Club                           | Div.          | Temporada     | Liga  | Liga  | Liga   | Copas nacionales | Copas nacionales | Copas nacionales | Copas internacionales | Copas internacionales | Copas internacionales | Total | Total | Total  |
| Club                           | Div.          | Temporada     | Part. | Goles | Asist. | Part.            | Goles            | Asist.           | Part.                 | Goles                 | Asist.                | Part. | Goles | Asist. |
| ------------------------------ | ------------- | ------------- | ----- | ----- | ------ | ---------------- | ---------------- | ---------------- | --------------------- | --------------------- | --------------------- | ----- | ----- | ------ |
| Bayern de Múnich II · Alemania | 3.ª           | 2019-20       | 18    | 1     | 0      | ―                | ―                | ―                | ―                     | ―                     | ―                     | 18    | 1     | 0      |
| Bayern de Múnich II · Alemania | 3.ª           | 2020-21       | 24    | 0     | 1      | ―                | ―                | ―                | ―                     | ―                     | ―                     | 24    | 0     | 1      |
| Bayern de Múnich II · Alemania | Total club    | Total club    | 42    | 1     | 1      | 0                | 0                | 0                | 0                     | 0                     | 0                     | 42    | 1     | 1      |
| Bayern de Múnich · Alemania    | 1.ª           | 2020-21       | 1     | 0     | 0      | 0                | 0                | 0                | 0                     | 0                     | 0                     | 1     | 0     | 0      |
| Bayern de Múnich · Alemania    | 1.ª           | 2021-22       | 13    | 1     | 0      | 2                | 0                | 0                | 2                     | 0                     | 1                     | 17    | 1     | 1      |
| Bayern de Múnich · Alemania    | 1.ª           | 2022-23       | 14    | 0     | 0      | 1                | 0                | 0                | 8                     | 0                     | 0                     | 23    | 0     | 0      |
| Bayer Leverkusen · Alemania    | 1.ª           | 2023-24       | 20    | 3     | 1      | 5                | 0                | 1                | 13                    | 1                     | 4                     | 38    | 4     | 6      |
| Bayer Leverkusen · Alemania    | Total club    | Total club    | 20    | 3     | 1      | 5                | 0                | 1                | 13                    | 1                     | 4                     | 38    | 4     | 6      |
| Bayern de Múnich · Alemania    | 1.ª           | 2024-25       | 14    | 0     | 2      | 1                | 0                | 0                | 11                    | 0                     | 0                     | 26    | 0     | 2      |
| Bayern de Múnich · Alemania    | Total club    | Total club    | 42    | 1     | 2      | 4                | 0                | 0                | 21                    | 0                     | 1                     | 67    | 1     | 3      |
| Total carrera                  | Total carrera | Total carrera | 104   | 5     | 4      | 9                | 0                | 1                | 34                    | 1                     | 5                     | 147   | 6     | 10     |

## Palmarés

### Títulos nacionales
| Título                | Club                | País     | Año  |
| --------------------- | ------------------- | -------- | ---- |
| 3. Liga               | Bayern de Múnich II | Alemania | 2020 |
| Bundesliga            | Bayern de Múnich    | Alemania | 2021 |
| Supercopa de Alemania | Bayern de Múnich    | Alemania | 2021 |
| Bundesliga            | Bayern de Múnich    | Alemania | 2022 |
| Supercopa de Alemania | Bayern de Múnich    | Alemania | 2022 |
| Bundesliga            | Bayern de Múnich    | Alemania | 2023 |
| Bundesliga            | Bayer Leverkusen    | Alemania | 2024 |
| Copa de Alemania      | Bayer Leverkusen    | Alemania | 2024 |
| Bundesliga            | Bayern de Múnich    | Alemania | 2025 |
| Supercopa de Alemania | Bayern de Múnich    | Alemania | 2025 |